# Betrieblicher Schuldzinsenabzug
Der Abzug von betrieblichen Schuldzinsen ist im Steuerrecht gemäß § 4 Abs. 4a EStG unter gewissen Voraussetzungen beschränkt.
Die Prüfung ob und in welcher Höhe Schuldzinsen steuerrechtlich abgezogen werden können, muss grundsätzlich in zwei Stufen erfolgen:
1. Sind die Schuldzinsen betrieblich veranlasst?
2. Wurden im Wirtschaftsjahr Überentnahmen getätigt?

Eine dritte Prüfungsstufe kann in Form der Zinsschranke nach § 4h EStG und § 8a KStG notwendig sein.

## Hintergrund
Dem Grunde nach müssen Aufwendungen betrieblich veranlasst sein um als Betriebsausgaben zu gelten (vgl. § 4 Abs. 4 EStG). Ein aufgenommenes Darlehen muss entsprechend für betriebliche Zwecke genutzt werden, damit die zugehörigen Schuldzinsen ebenfalls betrieblich veranlasst und als Betriebsausgaben abzugsfähig sind. Da grundsätzlich gerade sogenannte Mehr-Konten-Modelle dazu führen, dass Schuldzinsen rechnerisch unbeschränkt abzugsfähig wären, obwohl diese wirtschaftlich dem Privatvermögen zuzuschreiben wären, hat der Gesetzgeber die Abzugsbeschränkung des § 4 Abs. 4a EStG eingeführt. Demnach sind Schuldzinsen in der Höhe von typisierten 6 % der kumulierten Überentnahmen des Wirtschaftsjahres und der vorangegangenen Wirtschaftsjahre abzüglich der Unterentnahmen der vorangegangenen Wirtschaftsjahre nicht abzugsfähig. Bei der Berechnung der nicht abzugsfähigen Schuldzinsen ist ein Freibetrag in Höhe von 2.050 € zu beachten (vgl. § 4 Abs. 4a Satz 4 EStG). Die Korrektur erfolgt außerhalb der Bilanz bei der Ermittlung des steuerlichen Gewinns im Sinne des § 2 Abs. 2 Satz 1 Nr. 1 EStG.
Schuldzinsen für Darlehen zur Finanzierung von Anschaffungs- oder Herstellungskosten sind von der Abzugsbeschränkung nicht betroffen und können grundsätzlich abgezogen werden (vgl. § 4 Abs. 4a Satz 5 EStG).

## Aufteilung bei unterschiedlichen Kontenmodellen
Die Aufteilung zwischen betrieblich und privat veranlasster Schuldzinsen gestaltet sich verschieden, je nach genutztem Kontomodell. Die Mehr-Konten-Modelle spielen gerade im Bezug auf die gesetzgeberische Begründung die wichtigere Rolle.

### Ein-Konten-Modell
Beim Ein-Konten-Modell handelt es sich um ein Kontokorrentkonto, welches gleichzeitig privat und betrieblich genutzt wird. Eine Aufteilung der abzugsfähigen und nicht abzugsfähigen Schuldzinsen ist entsprechend zeitintensiv und schwierig. Die Rechtsprechung hat zur Aufteilung Grundsätze entwickelt, die ebenfalls von der Finanzverwaltung angewendet werden.
Das Kontokorrentkonto ist rechnerisch in ein betriebliches und privates Unterkonto aufzuteilen. Habenbuchungen sind bis zum vollständigen Ausgleich eines Schuldsaldos dem privaten Unterkonto zuzuordnen; der übersteigende Betrag kann anschließend dem betrieblichen Unterkonto zugeordnet werden. Die sich aus dem Sollsaldo ergebenden Schuldzinsen des betrieblichen Unterkontos sind nach der Zinsstaffelmethode zu berechnen.

### Mehr-Konten-Modelle
Um die Problematik des Ein-Konten-Modells zu umgehen, haben sich sogenannte Mehr-Konten-Modelle etabliert. Der Vorteil eines Mehr-Konten-Modells liegt darin, dass es dem Unternehmer grundsätzlich freisteht zu entscheiden, ob und in welcher Höhe er mit den aufgenommenen Darlehen zuerst seine Betriebsausgaben begleichen oder die Privatentnahmen bezahlen will. Im letzteren Fall würde eine Entnahmefinanzierung vorliegen, die Schuldzinsen wären dann nicht abzugsfähig. Eine anschließende Einlage, die die Entnahme des Darlehens ausgleicht, stellt keine Einlage im Sinne des § 4 Abs. 1 Satz 8 EStG dar und fällt entsprechend auch nicht unter die Anwendung des § 4 Abs. 4a EStG; sie betrifft nur die private Vermögenssphäre.
Das häufig genutzte Zwei-Konten-Modell beruht auf zwei getrennt genutzten Konten. Ein Konto wird häufig auf Guthabenbasis geführt und ein weiteres als klassisches Kontokorrentkonto. Das guthabengeführte Konto fungiert zentral als Konto für die gesamten Betriebseinnahmen, während das Kontokorrentkonto die aufgenommenen Darlehen der Bank hält und sich hier entsprechend die Schuldzinsen sammeln. Durch die oben erwähnte Entscheidungsfreiheit kann der Unternehmer die Betriebseinnahmen aus seinem Betriebsvermögen entnehmen, das Darlehen jedoch vorrangig zur Begleichung seiner Betriebsausgaben nutzen. Somit stellen die gesamten anfallenden Schuldzinsen grundsätzlich Betriebsausgaben dar und wären unbeschränkt abzugsfähig.

## Überentnahme
Eine Überentnahme liegt vor, soweit der Betrag der Entnahmen die Summe des Gewinns und der Einlagen des Wirtschaftsjahres übersteigt (vgl. § 4 Abs. 4a Satz 2 EStG); der sich ergebende Betrag muss entsprechend größer als 0 sein. Der Betrag der Überentnahme stellt in seiner Höhe somit grundsätzlich die Entnahme von Fremdkapital (z. B. ein betrieblich aufgenommenes Darlehen) dar.
Die entsprechende Formel lautet: {\displaystyle Entnahmen-(Gewinn+Einlagen)}

## Beispiel

### Sachverhalt
Durch Sacheinlagen im Wert von insgesamt 5.000 € eröffnet Einzelkaufmann A seinen Gewerbebetrieb im Jahr 01. A nutzt das Zwei-Konten-Modell um seine Betriebseinnahmen gesammelt auf ein Konto ausweisen zu können. Unternehmer A ermittelt seinen Gewinn durch den Betriebsvermögensvergleich im Sinne des § 4 Abs. 1 i. V. m. § 5 EStG. Er nimmt ein endfälliges Darlehen in Höhe von 50.000 € auf. Die jährlich zuzahlenden Zinsen betragen 2.500 € und wurden im Gewinn berücksichtigt. Im Jahr 02 sitzt A nun an seinem Jahresabschluss und seinen Steuererklärungen. Handelsrechtlich hat A in 01 ein Gewinn in Höhe von 2.000 € (die Zinsaufwendungen sind enthalten) erwirtschaftet. Außer diesem Gewinn entnahm A in 01 noch erzielte Betriebseinnahmen in Höhe von 8.000 € für außerbetriebliche Zwecke (somit insgesamt 10.000 €).

### Lösung
| Schritt                                           | Berechnung                               |
| ------------------------------------------------- | ---------------------------------------- |
| Berechnung der Überentnahme:                      | 10.000 € − (2.000 € + 5.000 €) = 3.000 € |
| Berechnung der zu korrigierenden Schuldzinsen:    | 6 % von 3.000 € = 180 €                  |
| Berechnung des maximal hinzuzurechnenden Betrags: | 2.500 € − 2.050 € = 450 €                |

Da der Betrag der zu korrigierenden Schuldzinsen niedriger ist als der maximal hinzuzurechnende Betrag, ist der Gewinn außerbilanziell um 180 € zu erhöhen. Es ergibt sich ein steuerlicher Gewinn für 01 in Höhe von 2.180 €. Die Entnahmen übersteigen den Gewinn und das eingebrachte Vermögen um 3.000 €, somit stellen diese 3.000 € die Entnahme von Fremdkapital in das Privatvermögen dar.